# 鲁宾逊-加布里尔合成
鲁宾逊-加布里尔合成是2-酰胺基-酮脱水，生成噁唑的化学反应。
历史上，脱水剂是浓硫酸。後來发现，用三氯氧磷也可以成功。
2-酰胺基-酮可以用达金－维斯特反应来合成。